# Eishockey in Montreal
Allgemein wird Kanada auch als das „Mutterland des Eishockey“ bezeichnet. Die am Sankt-Lorenz-Strom gelegene Stadt Montreal in der Provinz Québec spielte dabei eine führende Rolle im Zusammenhang mit dem Ursprung des Eishockeysports. So fand in Montreal am 3. März 1875 das erste jemals veranstaltete Eishockeyspiel zwischen Professoren und Studenten der nahegelegenen McGill University statt. An ebendieser Universität wurden 1884 auch die modernen Eishockeyregeln erfunden und niedergeschrieben. 1886 fand im Victoria-Eisstadion in Montreal die Gründungsversammlung der Amateur Hockey Association of Canada, der zweiten organisierten Eishockeyliga Kanadas, statt. Am 17. März 1881 fand dann in dem Stadion das erste Playoff-Finale in der Geschichte des Stanley Cups zwischen dem Montreal Hockey Club und den Montreal Victorias statt. Die Eishockeyvereine der Stadt Montreal konnten zusammen über 40 Stanley-Cup-Titel gewinnen, zu denen der Rekordmeister Montreal Canadiens bislang alleine 24 Titel beisteuerte.
Seit jeher ist die Eishockeybegeisterung in der Stadt sehr hoch, und seitdem die Sportart existiert, beheimatete Montreal auch immer mindestens einen Eishockeyverein.
Seit 1999 gab es mit den Montreal Axion (unter dem Namen Montreal Wingstar gegründet) auch eine Damen-Eishockeymannschaft, welche in der NWHL spielte. Nachdem die Liga 2007 aufgelöst wurde, spielt seither eine Damenmannschaft unter dem Namen Montreal Stars in der Nachfolgeliga CWHL. 2006 gewann Montreal Axion die Meisterschaft der NWHL, 2009 die Montreal Stars den Clarkson Cup als Sieger der CWHL.

## McGill Redmen (1875 bis heute)
Als McGill Redmen werden alle männlichen Sportmannschaften der englischsprachigen McGill-Universität bezeichnet. Seit 1875 besteht bereits die Eishockeyabteilung der Universität, die an der Ontario University Athletics (OUA) – der Universitätsliga – teilnimmt. Es ist die älteste Eishockeymannschaft Montreals. An der Universität gibt es auch eine Damen-Eishockeymannschaft namens McGill Martlets.

## Montreal Victorias (1881 bis 1939)
Die Montreal Victorias (auch Victoria Hockey Club of Montreal genannt) waren ein Eishockeyverein in Montreal. Zunächst spielten die Victorias von 1887 bis 1898 in der Amateur Hockey Association of Canada (AHAC). Von 1899 bis 1905 spielten sie dann in der Canadian Amateur Hockey League (CAHL) sowie anschließend (1905 bis 1908) in der Eastern Canada Amateur Hockey Association (ECAHA). Abschließend spielten sie bis zu ihrem Ende 1939 als Amateurmannschaft in der Interprovincial Amateur Hockey Union und der Quebec Amateur Hockey Association. Insgesamt konnten die Victorias sechs Stanley Cups (1895, 1896, März und Dezember 1897, 1898 und 1899) gewinnen (bei den Titelgewinnen 1895 und 1898 gab es keinen Herausforderer).

## Montreal Hockey Club (1884 bis 1933)
Der Montreal Hockey Club (kurz: Montreal HC) war die Eishockeyabteilung der Montreal Amateur Athletic Association (kurz: Montreal AAA). Er existierte von 1884 bis 1933 und konnte in den Jahren 1893, 1894, 1902 und 1903 vier Stanley-Cup-Titel gewinnen. Der Montreal HC spielte zunächst in der Amateur Hockey Association of Canada (1886 bis 1898) und später in der Canadian Amateur Hockey League (1899 bis 1906) sowie der Eastern Canada Amateur Hockey Association (1907 und 1908) und abschließend in der Quebec Amateur Hockey Association (1909 bis 1933). Im Jahre 1930 konnte der Montreal HC den Allan Cup gewinnen. Zudem waren sie 1893 der erste Gewinner der Stanley-Cup-Geschichte (jedoch gab es bei diesem Titelgewinn keinen Herausforderer).

## Montreal Crystals (1886 bis 1895)
Die Montreal Crystals waren von 1884 bis 1895 in der Amateur Hockey Association of Canada aktiv und gewannen dort in den Jahren 1886 und 1887 die kanadische Meisterschaft. Die Montreal Shamrocks waren der Nachfolgeverein der Montreal Crystals.

## Montreal Shamrocks (1891 bis 1910)
Zunächst als Zweitteam, später als Nachfolgeverein der Montreal Crystals wurden 1891 die Montreal Shamrocks gegründet, die bis 1910 existierten und in den Jahren 1899 und 1900 den Stanley Cup gewinnen konnten. Die Shamrocks spielten in der Amateur Hockey Association of Canada (1891 bis 1898), der Canadian Amateur Hockey League (1899 bis 1905) und der Eastern Canada Amateur Hockey Association (1906 bis 1909) sowie bis zur Auflösung des Vereins ein weiteres Jahr in der National Hockey Association.

## Montreal Montagnards
Die Montreal Montagnards waren eine Amateurmannschaft der frühen 1900er Jahre, welche um die Jahrhundertwende von frankophonen Spielern gegründet wurde, als der Eishockeysport von englischen und schottischen Spielern dominiert wurde. Von 1900 bis 1902 spielten sie in der Canadian Amateur Hockey League und von 1904 bis 1908 in der Federal Amateur Hockey League sowie noch einige Zeit in Regionalen Ligen wie der Montréal City Senior Hockey League.

## Montreal Nationals (1903 bis 1910)
Als Amateurmannschaft spielten die Montreal Nationals während ihres siebenjährigen Bestehens zunächst in der Federal Amateur Hockey League (1903 bis 1904), in der Canadian Amateur Hockey League und 1909 bis 1910 in der Canadian Hockey Association.

## Montreal Wanderers (1903 bis 1918)
Mit acht Stanley-Cup-Titeln (März und Dezember 1906, 1907, Januar und zweimal März sowie Dezember 1908 und 1910) waren die Montreal Wanderers das zweiterfolgreichste Eishockeyteam in Montreal. Sie spielten in der Federal Amateur Hockey League (1904 bis 1905), in der Eastern Canada Amateur Hockey Association (1906 bis 1909) sowie der National Hockey Association (1910 bis 1917) und sechs Spiele in der National Hockey League (1918), ehe ihre Heimspielstätte, die Montreal Arena, am 2. Januar 1918 durch ein Feuer völlig niederbrannte, worauf das Team aufgelöst wurde.

## Montréal Canadiens (1908 bis heute)
24 Stanley-Cup-Titel konnten die Montréal Canadiens (auch Habs genannt) seit ihrem Bestehen bislang gewinnen. Damit sind die Canadiens Rekordmeister der National Hockey League und Rekord-Stanley-Cup-Sieger.

## Montreal Maroons (1924 bis 1938)
Die Montreal Maroons spielten von 1924 bis 1938 in der National Hockey League und konnten dort in den Jahren 1926 und 1935 den Stanley Cup gewinnen. Auch gewannen sie in den Jahren 1926, 1928 und 1935 den Conference-Titel.

## Montreal Royals (1933 bis 1961)
Die Royaux de MontréalMontreal Royals (oder auch Royal Montreal Hockey Club) waren ein Eishockeyverein, der von 1933 bis 1961 existierte. Der Verein hatte sowohl eine Juniorenabteilung als auch eine Seniorenabteilung. Die Junior Royals spielten in der Ligue de hockey junior majeur du Québec und gewannen 1933, 1941, 1944, 1945 und 1949 die Ostkanada-Meisterschaft sowie 1949 den Memorial Cup, die wichtigste Trophäe im kanadischen Junioren-Eishockey. Auch die Seniorenmannschaft war erfolgreich. Zunächst spielten die Senior Royals in der Quebec Amateur Hockey Association (1933 bis 1944), von 1945 bis 1953 in der Quebec Senior Hockey League, in der sie 1945 und 1946 die Meisterschaft gewinnen konnten. 1953 bis 1959 spielten sie in der Quebec Hockey League, wo sie 1959 zu Meisterehren kamen. Zuletzt spielten sie 1959 bis 1961 in der Eastern Professional Hockey League. 1947 konnten sie zudem den Allan Cup gewinnen.

## Canadien junior de Montréal (1933 bis 1972)
Die Canadien junior de Montréal spielten von 1933 bis 1961 in der Ontario Hockey Association und von 1961 bis 1972 in der Ligue de hockey junior majeur du Québec. Sie waren das Farmteam des NHL-Teams Canadiens de Montréal. 1950, 1969 und 1970 konnten sie den Memorial Cup gewinnen. Die George Richardson Memorial Trophy und den J. Ross Robertson Cup gewannen sie 1964, 1969 und 1970 sowie die Hamilton Spectator Trophy in den Saisons 1961/62, 1968/69 und 1969/70. Ab 1972 spielte das Team unter dem Namen Montreal Bleu Blanc Rouge.

## Montreal Voyageurs (1969 bis 1971)
Von 1969 bis 1971 spielten die Montreal Voyageurs in der American Hockey League. Anschließend siedelte das Franchise mehrfach innerhalb der AHL um und spielt seit 2002 als Hamilton Bulldogs. Sie sind das Farmteam der Montreal Canadiens.

## Montreal Bleu Blanc Rouge (1972 bis 1975)
Die Montreal Bleu Blanc Rouge waren das Nachfolgeteam der Montréal Junior Canadiens und spielten von 1972 bis 1975 in der Ligue de hockey junior majeur du Québec. Ab 1975 spielten sie dann als Montréal Juniors weiter.

## Montréal Juniors (1975 bis 1984)
Zwischen 1975 und 1984 spielten die Montreal Juniors in der Ligue de hockey junior majeur du Québec. Die Montreal Juniors waren das Nachfolgeteam der Montreal Bleu Blanc Rouge, welche wiederum das Nachfolgeteam der Montréal Junior Canadiens waren. Nach 1984 zog das Franchise innerhalb der QMJHL noch mehrfach um und spielt seit 1996 unter dem Namen Rouyn-Noranda Huskies.

## Montreal Rocket (1999 bis 2003)
Die Montreal Rocket spielten von 1999 bis 2003 in der Ligue de hockey junior majeur du Québec. Zur Saison 2003/2004 zog das Team innerhalb der QMJHL nach Charlottetown (Prince Edward Island) um, wo es seitdem unter dem Namen P.E.I. Rocket spielt. Der Teamname wurde in Anlehnung an den legendären Maurice „Rocket“ Richard der Montreal Canadiens ausgewählt. In dem Teamlogo, welches auch heute noch von P.E.I. Rocket verwendet wird, ist Richards Rückennummer 9 integriert.

## Montréal Junior Hockey Club (2008 bis 2011)
Der Montreal Junior Hockey Club spielt ab der Saison 2008/09 in der Ligue de hockey junior majeur du Québec. Sie führen das Franchise der 2005 gegründeten St. John’s Fog Devils fort, die von St. John’s nach Montreal umzogen. Im Sommer 2011 wurde das Team nach Blainville-Boisbriand umgesiedelt, wo es den Namen Armada de Blainville-Boisbriand annahm.